# Anlagd våtmark

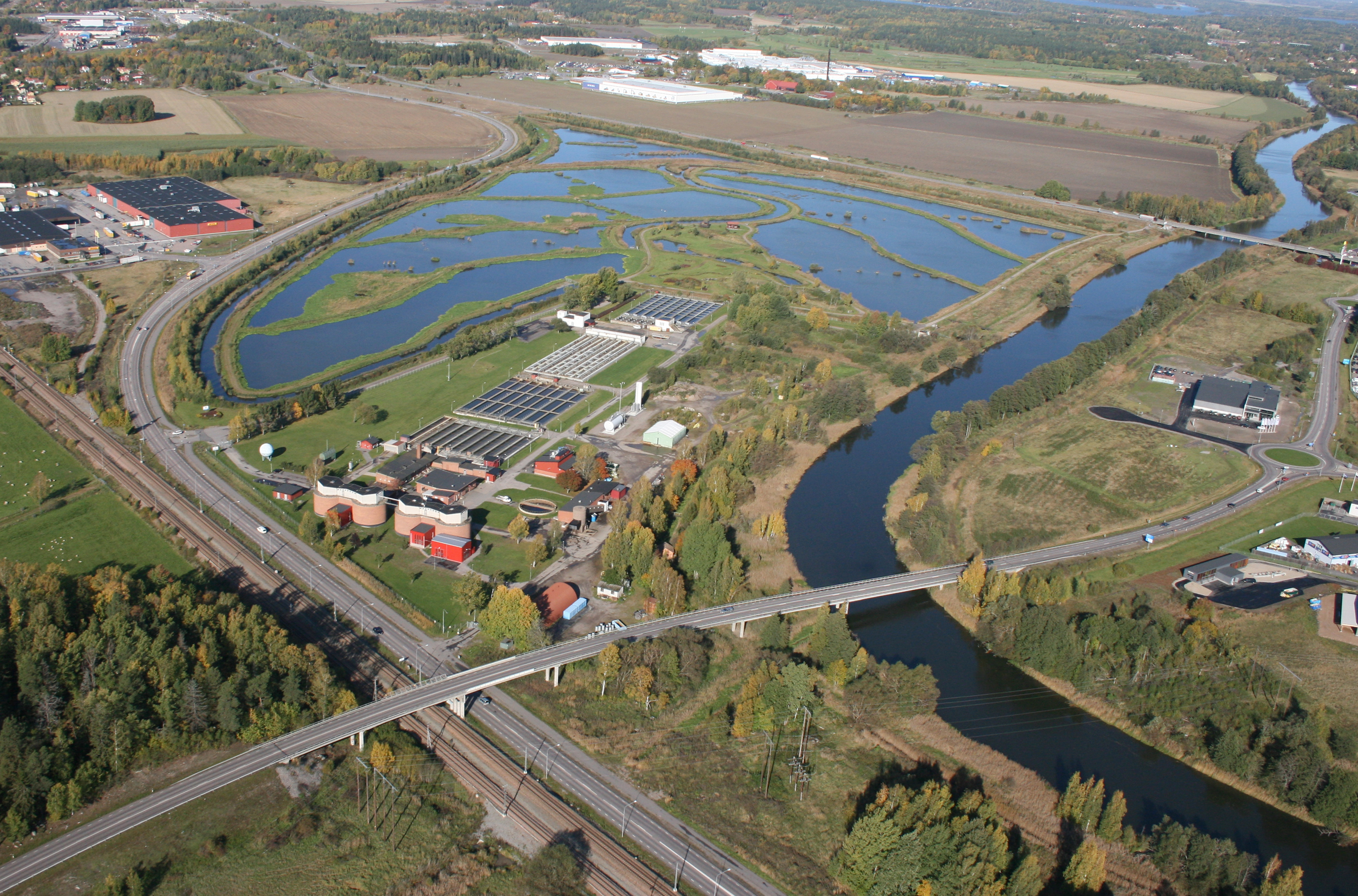
Ekeby våtmark, en anlagd våtmark för rening av vatten i Eskilstunaån.

Anlagd våtmark är en artificiell våtmark. Syftet med anlagda våtmarker är dels att minska övergödningen från framförallt åkermark, dels att gynna fågellivet och den biologiska mångfalden. Beroende på utformning kan anlagda våtmarker utgöra ett effektivt utjämningsmagasin.
Idag utgår EU-bidrag för både anläggning och skötsel av anlagda våtmarker. För att få anläggningsbidrag, fordras dock att den anlagda våtmarken bedöms minska övergödningen.